# 傾巢而出
《傾巢而出》（英語：They Nest）是一部2000年美國科幻恐怖電影，由艾洛·伊艾克罕執導，托馬斯·卡拉布羅、狄恩·史達威爾、約翰·沙維奇和克莉絲汀·道爾頓主演。

## 剧情
本·卡希尔医生因婚姻破裂和酗酒问题而倍感压力，在急诊室里不堪重负。在上司的逼迫下，他决定休息几个月，在他和前妻在奥尔岛（缅因州海岸外的一个漁村）上买的房子里放松幾個月。
在岛上，他应霍布斯警长的要求，检查了一些有奇怪内伤和外伤的动物和人类尸体。
医生观察到，最近在岛上出没的一种红色蟑螂长着螯，这很不寻常。他查阅了相关资料，还联系了大学昆虫学系，学校认为这是种很罕见的非洲物种。他发现自己的房子里也有这种蟑螂。
卡希尔遭到了当地人的強烈排斥，一个名叫杰克的人闯入他家，试图捣毁他的房子，却被蟑螂杀死。
警长允许卡希尔对杰克进行尸检，他发现这些像蟑螂一样的虫子会钻进人的身体，在人体内筑巢，消化內臟之后從宿主體內衝出。起初，一些人开始怀疑卡希尔对杰克的死负有责任，于是殴打了卡希尔，将他和他的女友内尔关进了监狱。与此同时，警长霍布斯在试图阻止他们闯入卡希尔家中时遭到了杰克的兄弟埃蒙偷袭，他被关在地下室后被虫子杀死，当地人盖伊试图解救他时发现了他的尸体。
出狱后，卡希尔和内尔立即开始疏散当地居民，首先是内尔的母亲和她学校班上的孩子们，但有一名学生失踪了，卡希尔和内尔发现他的父母死了，还发现蟑螂在谷仓里筑巢，于是把他救了出来。他们随后逃回镇上。
在向猶豫不決的当地人发出危险警告后，一群变异虫子从头顶飞过。现在，他们相信了卡希尔的说法，试图逃离，但许多人丧生，包括埃蒙和他的同伙。卡西尔、内尔、盖伊和亨利乘船试图到达大陆，但再次遭到虫群袭击，不过他们弄翻了船，点燃了燃料泵，烧死了虫子，而此时军方也被叫来处理这个问题。然而，還有一只虫子已经飛到了城市，影片就这样模棱两可地结束了。

## 制作
基於這部作品，導演伊艾克罕姆執導了《八腳怪》。這部電影是克莉絲汀·道爾頓首次出演的角色之一。她觉得加拿大外景拍攝雖然有點長，但很有趣，並表示這就是她迷上表演的地方。

## 反响
The Science Fiction and Horror評論給了這部電影兩顆半星，觉得這部電影沒有什麼新意，但特效非常好，人物塑造也是一個優點。《电视指南》也認為這部電影太公式化了，但也讚揚了導演。同樣，《綜藝》喜歡影片特效，但角色這部電影缺乏原創性。

## 另見
- 新傾巢而出2（2002）
- 傾巢而出之古靈閣妖精（2003）